# Eric Danielsen
Eric Danielsen (født 18. februar 1920 på Frederiksberg, død 1. november 2008 i Herlev) var en dansk journalist, tv-vært og forfatter. Eric Danielsen var den allerførste oplæser på DR's TV Avisen på premieredagen den 15. oktober 1965.
Eric Danielsen blev uddannet som journalist på Skive Venstreblad. I 1945 blev han ansat ved det kommunistiske dagblad Land og Folk – herunder en årrække som korrespondent i den polske hovedstad Warszawa – frem til han blev ansat i DR i 1965.

## Stalinistisk psykologi
Foruden nyhedsjournalistik beskæftigede Eric Danielsen sig også med psykologi, bl.a. ved anmeldelser af psykologisk litteratur i dagbladet Politiken. Beskæftigelsen med psykologi kom også til udtryk i en artikelserie i tidsskriftet Dialog, der blev udgivet af DKP-forlaget Tiden. I serien vendte Danielsen sig imod psykologen Erich Fromm, som havde beskrevet kommunismen som en autoritær erstatningsreligion, hvilket ifølge Danielsen var "vammelt" og pseudovidenskabeligt. I stedet for Fromms psykoanalyse talte Danielsen for en stalinistisk psykologi, idet han henviste til Stalins forestilling om, at socialismens nedkæmpelse af kapitalismen ville ændre den menneskelige psyke, sådan at de nye socialistiske mennesker ville blive "i stand til at overvinde alle hindringer på vejen til kommunismen." Efter Stalins død i 1953, hvor Sovjetunionens nye ledelse tog afstand fra stalinismens personkult, udsendte Danielsen en revideret udgave af artikelserien om Fromm og psykoanalysen, hvor Stalin-citaterne var fjernet. Sidenhen benægtede Danielsen, at han havde citeret Stalin i første omgang, men måtte til sidst vedgå citaternes ægthed. Eric Danielsens psykologiske forfatterskab fortsatte til hans død.